# 李政藻
李政藻，又作李正藻，赵郡高邑县人。北齐、隋朝官员，李义深之孙，李騊駼的儿子。
李政藻明敏有才干。武平末年，官至仪同开府行参军、判集书省事。父亲李騊駼被南陈俘虏，李政藻谢病解职，忧思过度，居处饮食就像在丧期之礼，被士人称道。北周末年，其父从南朝逃回。隋文帝开皇年间，历任尚书工部員外郎、盩厔县令。在宜州长史任上去世。其子李叔慎，李叔慎有子李游道。